# K. V. Krishna Rao

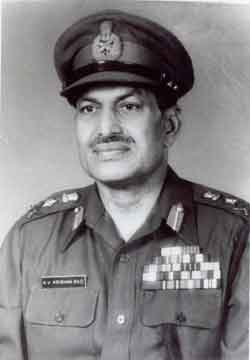
Retrato de Kotikalapudi Venkata Krishna Rao.

K. V. Krishna Rao (Jammu, 1923 - Nueva Delhi, 2016), hijo de un militar hindú que había luchado por la independencia india. En 1942 fue comisionado en el ejército indio, en 1956 tomó el mando de la tercera división de Mahar, en 1965 dirigió una brigada en la guerra indo-pakistaní.
Entre 1969-1970 dirigió una División de Montaña en la provincia de Jammu. Fue capturado por pakistaníes y liberado en la zona de Bangladés, fue galardonado entonces con la medalla Param Vishisht por su loable labor al mando de las tropas en diferentes campos.
En 1974 se hizo cargo de un cuerpo militar de Jammu y Cachemira, para llegar a ser Comandante en Jefe del comando occidental en 1979. El rango más alto lo alcanzó en 1981, siendo designado jefe de Personal de Ejército, hasta que jubiló en 1989. Tras su retiro fue gobernador general de Nagaland, Manipur y Jammu y Cachemira (1989-1990).
Volvió a ser elegido gobernador de Jammu y Cachemira por el período 1993-1998, durante un período de conflictivas relaciones con Pakistán. El gobierno indio mantiene férreas fronteras con Pakistán, y a pesar de los diversos intentos por pacificar la zona de Cachemira, Pakistán persiste en sus intentos de dominar la región.
Tras desempeñarse nuevamente en el cargo, abandonó la región más militarizada de India y se dedicó a los negocios privados, hasta que le otorgaron el cargo de coronel honorario del regimiento de Mahar.
| Predecesor: Jahmohan              | Gobernador General de Jammu y Cachemira 1990-1993 | Sucesor: Girish Chandra Saxena |
| Predecesor: Girish Chandra Saxena | Gobernador General de Jammu y Cachemira 1993-1998 | Sucesor: Girish Chandra Saxena |

- Datos: Q6324156
- Multimedia: Kotikalapudi Venkata Krishna Rao / Q6324156